# Charles Charvet de Blenod
Charles, Alexandre, Hubert Charvet de Blenod, né le 3 avril 1760 à Nancy et mort le 18 décembre 1813 à Pont-à-Mousson, est un haut fonctionnaire français, premier préfet de l'histoire des Pyrénées-Orientales.

## Biographie
Charles Charvet de Blenod naît à Nancy en 1760 dans une famille noble,. Seigneur de Blénod et de Jezainville, premier avocat au Parlement de Nancy, il est élu en mars 1789 commissaire rédacteur des cahiers de doléances de la noblesse du bailliage de Pont-à-Mousson pour les États généraux.
Par sa fille Anne Geneviève Célinie De Charvet, il est le grand-père des peintres belges Charles-Philogène et Edmond Tschaggeny.

### Premier préfet des Pyrénées-Orientales
Le 17 février 1800, Napoléon Bonaparte fait adopter la loi instituant les préfets à la tête de chaque département français. Charles Charvet de Blenod est nommé préfet des Pyrénées-Orientales le 2 mars suivant et prend son poste le 24 avril de la même année.
Dès son arrivée, il doit nommer les maires de toutes les communes du département, sauf la préfecture Perpignan, ce qu'il fait jusqu'au mois d'octobre 1800. En juillet 1800, il se rend compte que le niveau de l'enseignement primaire dans le département est insuffisant : les instituteurs (trop mal payés), les enfants scolarisés et les écoles sont trop peu nombreux. Les habitants, en grande majorité catalanophones, comprennent trop mal le français. En septembre, il écrit un rapport sur cette situation dans lequel il propose de mieux rémunérer les instituteurs afin de pouvoir en recruter davantage. Ce rapport reste lettre morte.
Charles Charvet s'attache à célébrer les valeurs de la Révolution française par l'organisation de fêtes totalement laïques, à faire tenir correctement les registres d'état civil par les maires nouvellement nommés, à organiser l'administration du département, à développer l'agriculture et à panser les plaies de la Révolution. Le maire de Perpignan le juge trop proche des émigrés. Charvet est démis de ces fonctions de préfet des Pyrénées-Orientales le 4 mars 1801.

### Route du Simplon
Le 8 juillet 1801, Charles Charvet est nommé par décret « commissaire du gouvernement, chargé sous l'autorité du ministre de l'Intérieur, de l'administration, surveillance, police et comptabilité des travaux de la route du Simplon ».